# 메탈코어
메탈코어(metalcore)는 익스트림 메탈과 하드코어 펑크의 요소를 결합한 광범위하게 정의된 퓨전 장르로, 1990년대 미국에서 시작되어 2000년대에 인기를 얻었다. 메탈코어는 일반적으로 공격적인 절과 멜로딕한 후렴구, 그리고 브레이크다운 (모싱에 적합한 느리고 강렬한 부분)을 특징으로 한다. 다른 특징으로는 저음 튜닝된 타악기적인 기타 리프, 더블 베이스 드럼 연주, 그리고 세련된 프로덕션이 있다. 보컬리스트들은 일반적으로 으르렁거리거나 스크리밍하는 소리와 깨끗하고 멜로딕하며 감정적인 노래를 번갈아 사용한다. 가사는 종종 개인적이고 내성적이며 감정적이다.
1980년대 후반에서 1990년대 초반에 인테그리티, 어스 크라이시스, 컨버지와 같은 선구적인 밴드들이 결성되었으며, 이들의 하드코어 펑크 지향적인 스타일은 때때로 메탈릭 하드코어라고 불린다. 이 밴드들은 하드코어 펑크, 스래시 메탈, 데스 메탈과 같은 다양한 스타일과 장르에서 영향을 받았다. 그 10년 동안, 이 장르는 다양해졌고, 컨버지, 더 딜린저 이스케이프 플랜, 봇치, 콜레스크는 매스 코어를 개척했으며, 오버캐스트, 섀도스 폴, 다키스트 아워는 이 장르를 멜로딕 데스 메탈과 융합하여 멜로딕 메탈코어를 만들었다.
2000년대 초반, 킬스위치 인게이지, 올 댓 리메인스, 트리비움, 애즈 아이 레이 다잉, 아트레이유, 불릿 포 마이 밸런타인, 파크웨이 드라이브와 같은 멜로딕 메탈코어 밴드들이 주류 인기를 얻었다. 이후 몇 년 동안, 이 장르는 마이스페이스에서의 소셜 네트워킹과 크랩코어와 같은 인터넷 밈을 통해 성공을 더욱 확대했다. 이 시기에 아티스트들은 다양한 원천에서 영향을 받기 시작했으며, 이는 일렉트로닉코어, 데스코어, 닌텐도코어, 프로그레시브 메탈코어, 누 메탈코어를 포함한 수많은 퓨전 장르를 만들어냈다. 2010년대부터 2020년대에 이르기까지, 이 장르는 더욱 큰 상업적 성공을 거두었으며, 브링 미 더 호라이즌, 아키텍츠, 애스킹 알렉산드리아, 더 데블 웨어스 프라다, 오브 마이스 앤 맨의 앨범들이 국제 앨범 차트 톱 10에 진입했다.

## 어원
대부분의 장르와 마찬가지로, [메탈코어는] 정의하기 쉬운 용어가 아니다; "메탈과 하드코어의 만남"이라고 말하는 것만으로는 충분하지 않다. 하드코어와 메탈의 관계는 메탈코어보다 훨씬 오래되었다; 하드코어 밴드들은 메탈 밴드들이 스래시를 발명하도록 영감을 주었고, 차례로 스래시 밴드들은 펑크 밴드들이 크로스오버 스래시를 시작하도록 영감을 주었다. 두 장르 모두 그런지에 영향을 주었고, 상호 교배는 그 이후로 계속해서 확산되었다. 나는 "메탈코어"라는 용어가 언제 대중화되었는지 정확히는 모르지만, 초기 밴드들은 [...] 아마도 그냥 "메탈릭 하드코어"라고 불렸을 것이다.

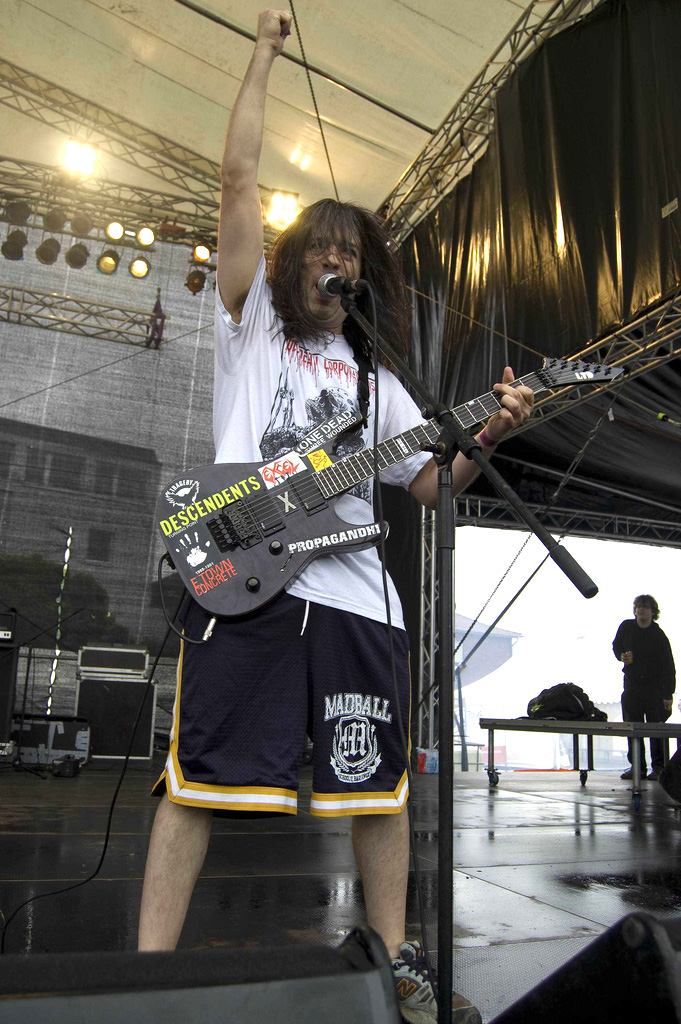
샤이 훌루드의 기타리스트 맷 폭스는 "메탈코어"라는 용어를 대중화한 인물로 일부에게 평가받는다.

"메탈코어"라는 용어는 "메탈"과 "하드코어"의 혼성어로, 원래는 농담조였다. 1980년대 동안, 맥시멈락앤롤은 이 용어의 초기 변형들을 사용했는데, 1985년 2월 리치먼드 밴드 블랙 피라미드를 "헤비-메탈 코어"라고 언급했고; 1985년 12월 옥스나드 밴드 False Confessions를 "메탈-코어"라고 언급했으며; 1986년 5월 메사 밴드 데세크레이션을 "데스 메탈 코어"라고 언급했고; 1986년 12월 오스틴 밴드 라스트 윌을 "기괴한 메탈/코어"라고 언급했다. 1990년대에 메탈코어 장르가 시작되었을 때, 이 장르는 주로 "메탈릭 하드코어"로 알려졌다.
라우드와이어의 필립 트랩은 샤이 훌루드의 기타리스트 맷 폭스가 이 용어를 "대중화"하는 데 중요한 역할을 했다고 널리 인정받고 있다고 언급한다. 그러나 2008년 인터뷰에서 폭스는 그의 밴드가 음악을 발표하기 전에 이미 이 용어가 사용되고 있었다고 주장했다. 그는 다음과 같이 회상했다: "샤이 훌루드가 시작하기 전에 친구들과 제가 '메탈코어'라고 부르던 밴드들이 있었습니다. 번, 데드 가이, 어스 크라이시스, 심지어 인테그리티 같은 밴드들 말이죠. 이들은 보통의 하드코어 밴드들보다 더 헤비한 밴드들이었습니다. 이들은 더 프로그레시브한 [...] 제 친구들과 저는 항상 그들을 '메탈코어'라고 불렀는데, 순수한 하드코어도 아니고 순수한 메탈도 아니었기 때문입니다 [...] 그래서 우리는 농담 삼아 '야, 이건 메탈코어야. 멋지잖아!'라고 말하곤 했습니다. 하지만 분명 농담조였습니다."
또 다른 의견으로, 메라더의 호르헤 로사도는 2014년 인터뷰에서 자신과 자신의 밴드가 이 용어를 만들었다고 주장했다.
메탈 해머의 루크 모턴은 이 단어가 "사람마다 다른 의미를 가진다"고 말하며, 이 태그가 킬스위치 인게이지, 어스 크라이시스, 애스킹 알렉산드리아, 파크웨이 드라이브와 같은 스타일적으로 상이한 밴드들에게 다양하게 적용되었다는 점을 강조했다.

## 특징

### 스타일적 요소
"메탈코어"라는 단어는 누구에게 묻느냐에 따라 믿을 수 없을 정도로 다른 범위의 사운드를 떠올리게 하는 몇 안 되는 하위 장르 중 하나이다. 오래된 팬들에게는 헤비 메탈과 하드코어 펑크의 세계가 결합하여 새로운 언더그라운드 장르, 풀뿌리 운동, 그리고 펑크에게 흥미로운 시대를 만들었던 순간을 떠올리게 한다. 다른 사람들에게는 신나는 코러스를 가진 큰 방 메탈 찬가들이 떠오르며, 고텐부르크 메탈 학교에서 파생된 리프들이 바운스감이 있는 음악으로 뒤틀려진다.

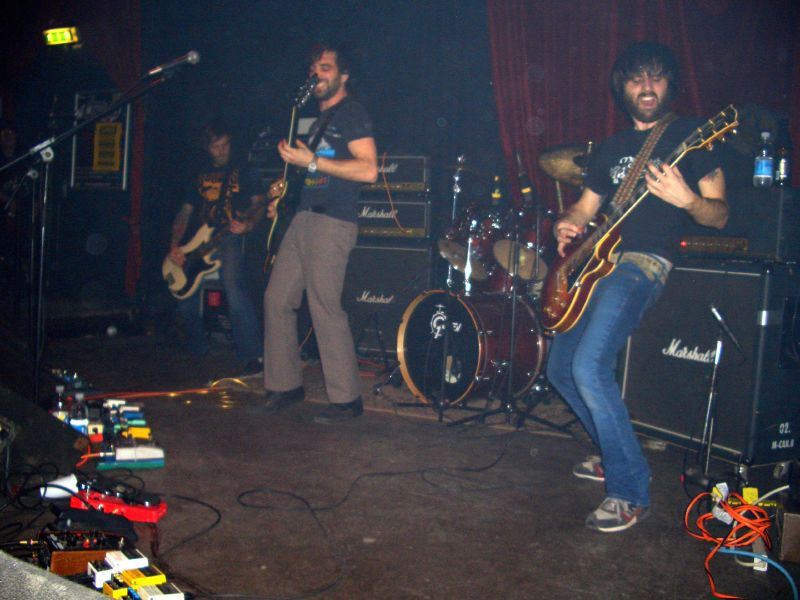
2006년 공연 중인 메탈코어 밴드 케이브 인

메탈코어는 하드코어 펑크와 익스트림 메탈의 요소를 융합하며, 브레이크다운의 사용으로 유명하다. 메탈코어가 퓨전 장르인지, 하위 장르인지, 아니면 그 자체로 하나의 장르인지에 대해서는 논쟁이 있다. 스콧 케네디에 따르면, 메탈코어는 1990년대 내내 "어떤 형태로든" 존재했지만, 2000년대 초반에야 특정 특성을 가진 장르로 정립되거나 구별되었다. 그는 이를 "뉴 웨이브 오브 아메리칸 헤비 메탈"이라는 운동과 연결 짓는다.
이 장르는 광범위하게 정의되며, 그 역사 전반에 걸쳐 다양한 메탈코어 밴드들이 하드코어와 메탈의 요소를 다른 방식으로 융합해 왔다. 봇치나 케이브 인과 같은 일부 초기 메탈코어 밴드들은 전통적인 하드코어 장면에 스타일적으로 파생되어 "끊임없는 템포와 목 혈관이 터질 듯한 보컬"로 특징지어지는 스타일을 연주했다. 얼티밋 기타의 호르헤 마르틴스는 "이들 밴드 중 일부는 슬레이어 기반의 공격적인 리프와 판테라 지향의 급락하는 브레이크다운, 그리고 펑크의 맹렬함과 윤리를 융합하여 완전히 새로운 존재를 형성했다"고 설명했다.
킬스위치 인게이지와 같은 일부 후기 밴드들은 더 접근하기 쉬운 헤비 메탈 사운드로 기울어졌으며, 스웨덴 데스 메탈과 보스턴 하드코어의 요소도 통합했다. 2000년대의 많은 메탈코어 밴드들은 멜로딕 데스 메탈에 큰 영향을 받았으며, 그 스타일의 요소를 음악에 광범위하게 통합했다. 얼터너티브 프레스 매거진은 메탈코어를 멜로딕 데스 메탈의 "브레이크다운 중심의 대응물"이라고 묘사하며, 후자 장르를 전자의 "창시 조상"이라고 언급했다. 리볼버의 말콤 돔은 스웨덴 멜로딕 데스 메탈 밴드 앳 더 게이츠의 1995년 앨범 Slaughter of the Soul이 없었다면 애즈 아이 레이 다잉과 올 댓 리메인스와 같은 현대 북미 멜로딕 메탈코어 밴드들은 "존재하지도 않았을 것"이라고 썼다. 라우드와이어의 그레이엄 하트만은 이 앨범이 "메탈이 어떻게 진화할지에 대한 노스트라다무스적인 예측"처럼 보인다고 회고적으로 평가했다. 라우드와이어의 존 위더혼은 데스코어와 일부 메탈코어 밴드들이 데스 메탈의 요소에 영향을 받았다고 말했다. 또한, 2000년대 일부 메탈코어 밴드들이 사용한 클린 보컬 부분은 이모의 요소를 통합했다.

### 악기 구성 및 보컬
[킬스위치 인게이지]의 성공은 장르의 예술적 노력에도 영향을 미쳤다. 킬스위치 사운드는 너무나 즉시 알아볼 수 있어서 많은 신참들이 거리낌 없이 모방했으며, 이전에는 혁신적이고 다양한 밴드들로 가득한 언더그라운드 장면이었던 곳에 이제는 공식이 생겨났다. 이는 결과적으로 기타를 든 모든 기회주의자들이 몇몇 인플레임스 리프와 짖는 소리 사이에 비트다운을 집어넣는 상황으로 이어졌고 — 피할 수 없는 감성적인 코러스를 제외하고는 말이다. [...] 펑크 록 정신은 오래전에 사라졌고, 트리비움과 같은 밴드조차도, 그들의 구성에 펑크의 영향, 접근 방식 또는 사운드의 단 한 원자도 없는 밴드조차도, 이상하게도 메탈코어 태그와 연결되었다. 2000년대가 계속될수록 의미가 점점 더 희미해지는 이름이었다.

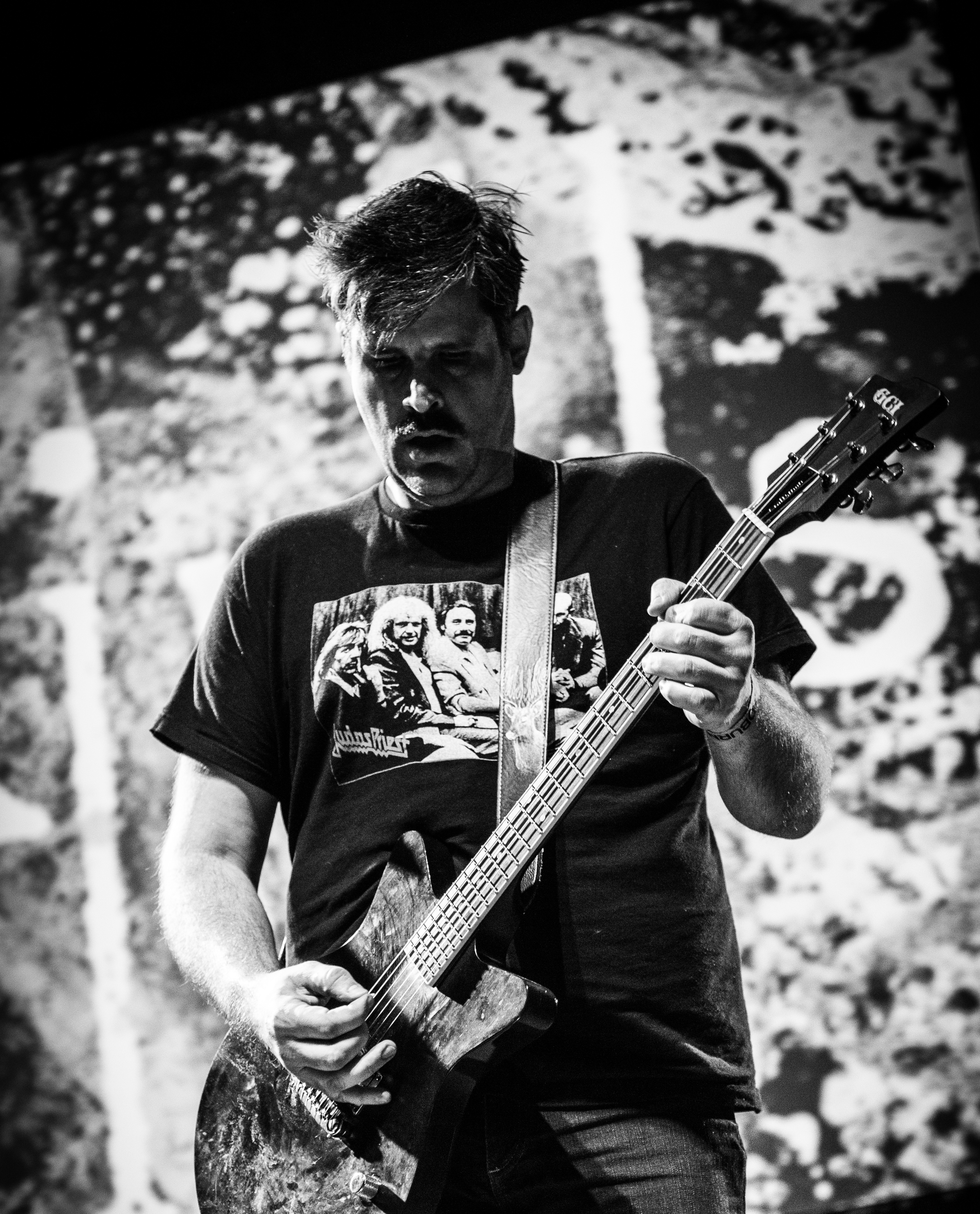
컨버지의 기타리스트 커트 발로우

악기적으로 메탈코어 밴드는 일반적으로 헤비하고 메탈릭하며 타악기적인 기타 리프와 스톱-스타트 리듬 기타를 사용한다. 메탈코어는 브레이크다운에 중점을 두는 것으로 알려져 있다. 라우드와이어의 그레이엄 하트만에 따르면, "밴드가 능숙한 구성으로 분위기를 바꾸면, 브레이크다운은 훌륭하고 파괴적일 수 있다." 메탈코어에서는 드롭 기타 튜닝이 자주 사용된다. 대부분의 밴드는 드롭 D에서 A 사이의 튜닝을 사용하지만, 더 낮은 튜닝이나 7현 기타 및 8현 기타도 드물지 않다. 드러머는 일반적으로 더블 베이스 드럼 연주와 같이 익스트림 메탈 및 하드코어에서 흔히 사용되는 다양한 기술을 사용한다. 작가 제임스 지오다노는 메탈코어가 스래시 메탈과 같이 영향을 받은 일부 스타일보다 보통 더 느린 템포로 연주된다고 설명한다.
메탈코어 보컬리스트는 일반적으로 1980년대 언더그라운드 펑크 및 메탈 장면에서 인기를 얻은 거친 보컬 기법인 스크리밍을 사용한다. 초기 메탈코어 밴드의 보컬 퍼포먼스는 "거칠고 비명에 가까운 외침 보컬 스타일"로 묘사된다. 후기 메탈코어 밴드는 종종 거친 보컬과 노래("클린 보컬"로도 알려짐)를 번갈아 사용하며, 일반적으로 노래의 브리지나 코러스 부분에서 사용된다. 라우드와이어의 조 데이비타는 많은 사람들이 현대 메탈코어를 스크리밍과 클린 보컬의 번갈아 사용으로 정의한다고 설명한다. 현대 메탈코어 트랙 중 다수가 훅을 포함한 코러스를 가지고 있지만, 일부 밴드는 여전히 클린 보컬을 완전히 생략하기도 한다. 다른 밴드는 "분위기를 채색하는" 목적으로 클린 보컬을 매우 드물게 사용한다. 현대 메탈코어의 클린 보컬은 2000년대 주류 이모와 팝 펑크 음악과 비교되는데, 일부에서는 이것이 더 헤비한 음악 스타일의 팬들을 멀어지게 했을 수도 있다고 주장한다.
메탈코어 가사는 종종 개인적이고 내성적이며 감정적이다.

## 역사

### 선구자: 1980년대

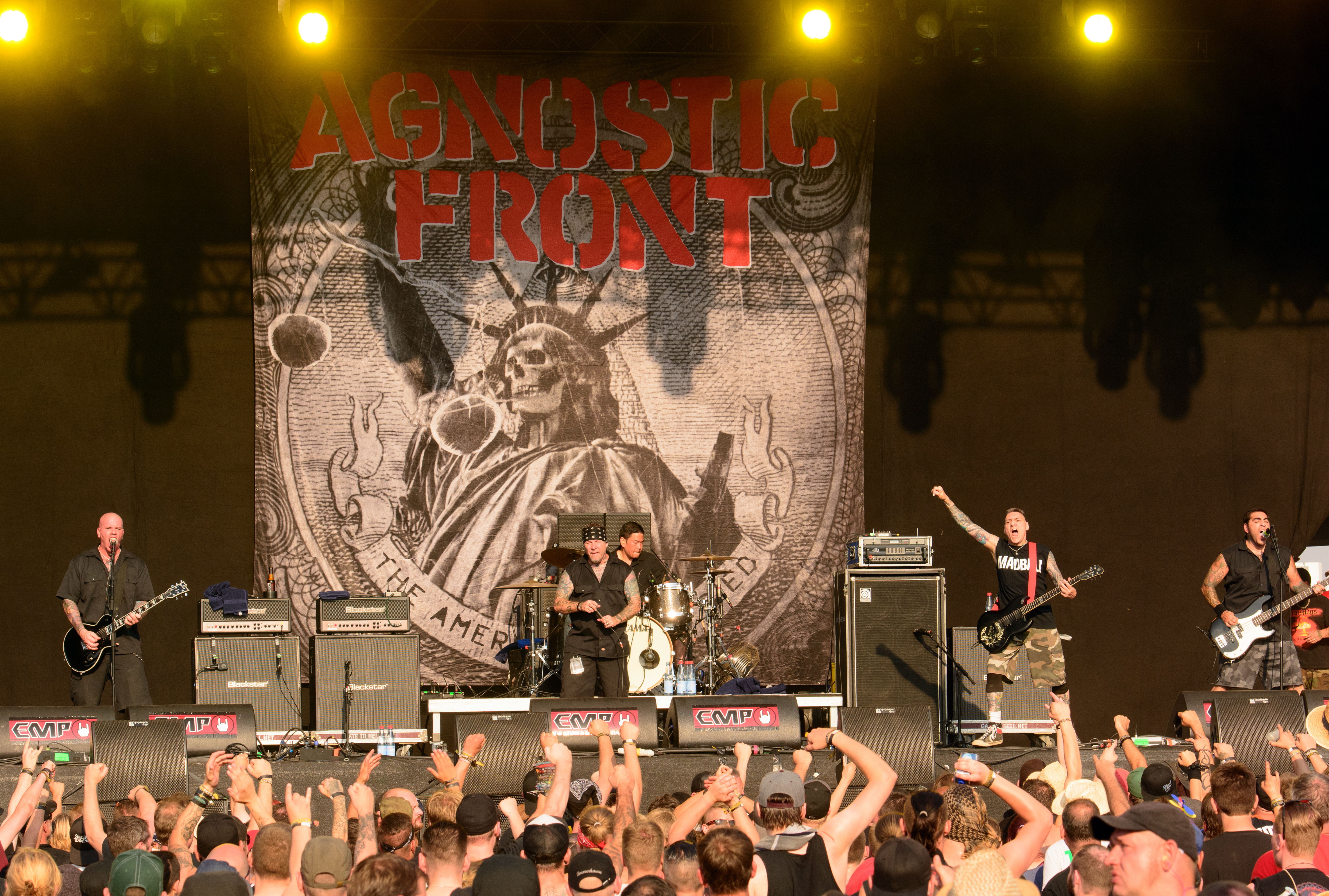
애그노스틱 프론트는 메탈과 하드코어 요소를 융합한 초기 밴드였다.

블랙 플래그, 배드 브레인스, 디스차지, 디 익스플로이티드를 포함한 많은 하드코어 펑크의 선구자들은 헤비 메탈 사운드에서 영향을 받았다. 더욱이, 1980년대 동안 크러스트 펑크, 슬러지 메탈, 크로스오버 스래시를 포함한 두 스타일을 융합한 많은 장르가 탄생했다. 그럼에도 불구하고 펑크와 메탈 문화 및 음악은 1980년대 내내 상당히 분리된 상태를 유지했다.
특히 뉴욕 하드코어 장면의 밴드들은 메탈의 영향에 상당한 중점을 두어 그루브 중심의 팜 뮤트 기타 리프를 기반으로 자신만의 하드코어를 만들어냈다. 초기에 이 장면에서는 배드 브레인스의 레게와 하드코어 배경의 융합으로 모싱을 장려한 하드코어 브레이크다운이 발전했다. 바로 이 뉴욕 스타일 하드코어에서 메탈코어가 직접적으로 파생되었다.

### 기원: 1990년대

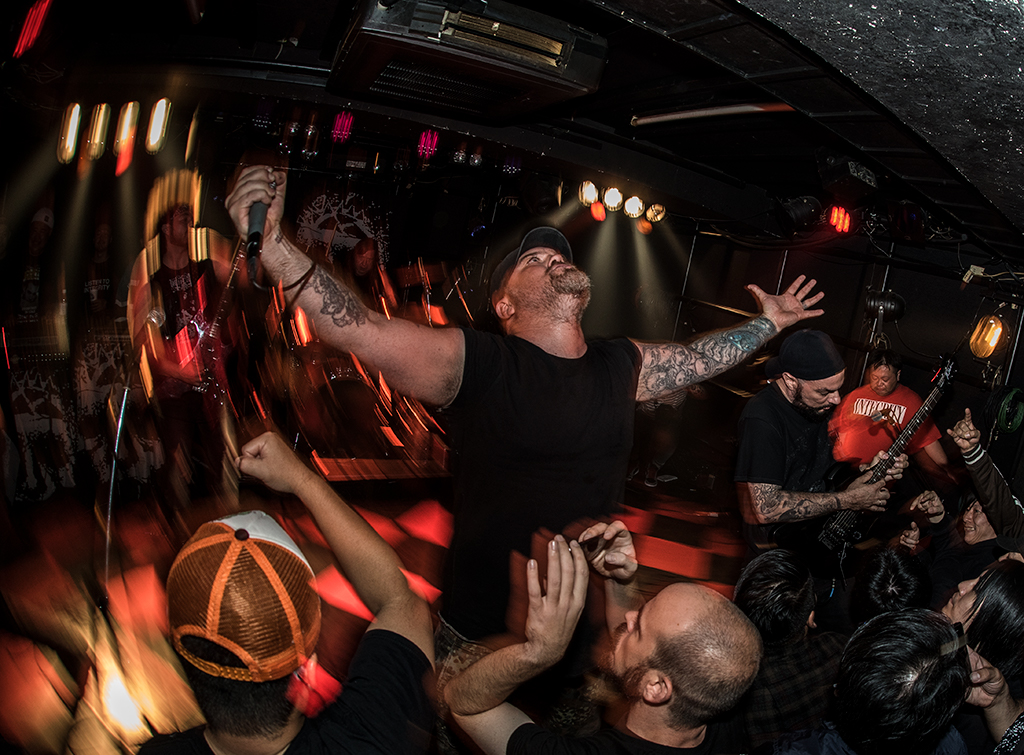
2017년 도쿄의 인테그리티.

가장 초기의 메탈코어 장면 중 하나는 오하이오주 클리블랜드의 장면이었다. 인테그리티와 링웜이 이끌었던 이 장면의 밴드들의 사운드는 이 장르가 나중에 될 것과는 확연히 더 어두웠다. 인테그리티의 데뷔 앨범 Those Who Fear Tomorrow (1991)는 하드코어와 종말론적인 가사, 메탈의 기타 솔로와 청크 리프를 융합하여 이 장르의 원시적인 앨범 중 하나를 만들었다. 반면 리볼버 매거진 작가 엘리스 에니스는 이 앨범이 "그 이후로 녹음된 거의 모든 브레이크다운에 영향을 미쳤다"고 언급했다. 반면 링웜의 데뷔 앨범 The Promise (1993)는 크로스오버 스래시에 더 가까운 스타일을 사용하면서도 브레이크다운에 큰 비중을 두었다. "홀리 테러"라는 용어는 인테그리티와 링웜이 개척한 이 메탈코어의 특정 스타일을 지칭한다. 이 스타일은 솟아오르는 기타 리드, 거친 보컬, 그리고 서양 밀교를 다루는 가사로 특징지어진다.
필라델피아의 스탈크웨더 역시 중요한 초기 메탈코어 밴드였으며, 그들의 앨범 Crossbearer (1992)는 초기 메탈의 그루브와 어두운 분위기를 하드코어 요소와 융합했다. 로르샤흐 역시 이 초기 메탈코어 사운드에 확연히 불협화음적이고 노이즈 영향을 받은 틈새를 개척했으며, 이는 나중에 노이즈코어와 매스 코어를 정의하게 되었다.
1993년, 어스 크라이시스는 메탈코어에서 가장 영향력 있는 곡 중 하나가 된 "Firestorm"을 발표했다. 이 밴드의 전투적인 비건 스트레이트 에지 윤리와 청크 리프 강조는 그들이 후속 밴드들에게 즉각적인 영향을 미치게 했고, CNN, CBS, MTV와 같은 주요 언론 매체의 보도를 얻었다. 이 곡이 수록된 EP는 또한 빅토리 레코드의 초기 발매작 중 하나였는데, 빅토리 레코드는 이후 이 스타일의 가장 성공적인 앨범들을 발매하며 메탈코어 장면의 중요한 부분이 되었다.
매사추세츠주 보스턴 또한 1990년에 결성된 오버캐스트가 이끄는 초기 메탈코어 장면을 발전시켰다. 이 장면의 대부분은 보스턴으로 이주한 아론 터너가 설립한 하이드라 헤드 레코드를 중심으로 했다. 컨버지는 1990년에 결성된 이 도시의 가장 초기이자 가장 두드러진 그룹 중 하나였다. 로르샤흐의 음악을 자신들의 소닉 템플릿으로 사용하여, 밴드의 실험적인 태도, 감성적인 가사, 다이내믹스에 대한 관심은 그들을 이 장르에서 가장 영향력 있는 밴드 중 하나로 만들었다. 컨버지와 함께 모리스 플레인스, 뉴저지의 더 딜린저 이스케이프 플랜과 터코마의 봇치는 이 스타일의 매스 코어 하위 장르를 창시한 세 밴드 중 하나였으며, 캔자스시티 (미주리주)의 콜레스크와 뉴브런즈윅 (뉴저지주)의 데드 가이는 이 스타일로 전환하는 중요한 밴드였다. 컨버지의 기타리스트 커트 발로우는 1998년에 GodCity Studio를 열었으며, 이후 도시에서 가장 영향력 있는 하드코어 레코드를 많이 녹음하게 된다.
뉴욕의 메라더는 1996년 데뷔 앨범 Master Killer를 발매하여 메탈코어, 초기 뉴욕 하드코어, 그리고 새로 등장한 비트다운 하드코어 스타일을 융합했다. 이 앨범에 대해 리볼버의 작가 엘리 에니스는 "지난 25년간의 모든 자칭 '메탈릭 하드코어' 밴드는 마스터 킬러의 스틸 토 스톰프에 빚을 지고 있다"고 언급했다. 올 아웃 워, 다크사이드 NYC, 컨퓨전과 함께 메라더는 뉴욕에서 새로운, 점점 더 메탈릭한 하드코어 스타일을 정의하는 밴드들의 물결의 일부였다. 롱아일랜드의 비전 오브 디스오더 또한 이 장면에 널리 퍼진 밴드였으며, 장르에 클린 보컬을 처음으로 통합한 밴드 중 하나였고, 이는 곧 필수 요소가 되었으며, 누 메탈 요소도 통합했다. 2005년 빌보드 잡지 기사에서 작가 그렉 파토는 "1990년대 중후반에 거의 모든 지역 십대들이 VOD 깃발을 흔드는 것을 보면, VOD가 '메탈코어'를 대중적인 청중에게 가져다줄 밴드가 되는 것은 시간 문제인 것처럼 보였다"고 언급했다.

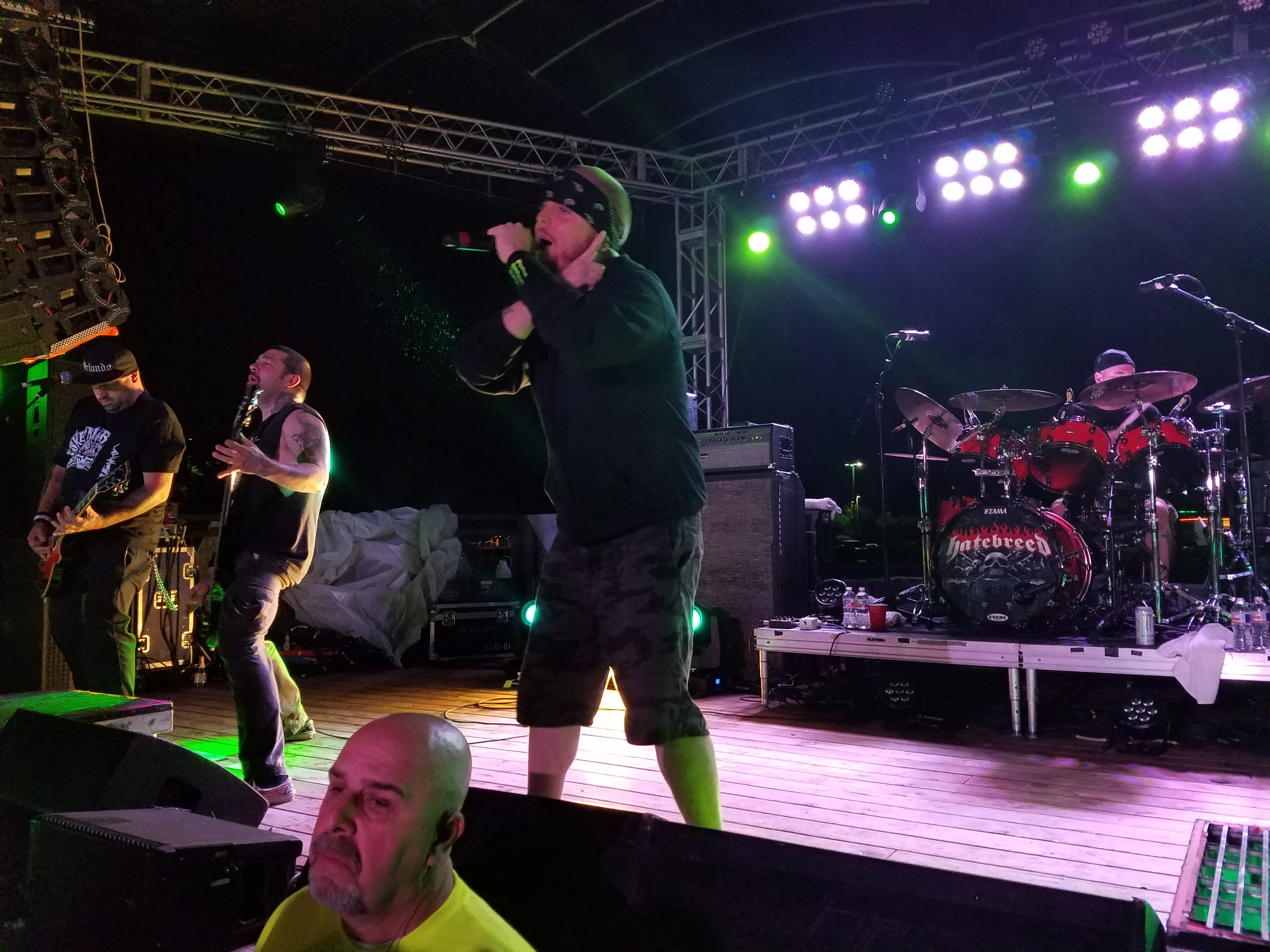
메탈코어 밴드 헤이트브리드.

코네티컷주 브리지포트의 헤이트브리드는 1997년에 데뷔 앨범 Satisfaction is the Death of Desire를 발매했다. 닐슨 사운드스캔에 따르면 이 앨범은 15만 8천 장이 팔리며 언더그라운드 성공을 거두었으며, 빅토리 레코드의 베스트 셀러 데뷔 앨범 기록을 보유하고 있다. 이 밴드의 스타일은 클래식 하드코어와 비트다운, 메탈코어를 융합했으며, 슬레이어와 같은 메탈 밴드들을 노골적으로 언급하기도 했다. 2015년 메탈 해머 기사에서 작가 스티븐 힐은 "헤이트브리드와 그들의 많은 영향력 있는 밴드들의 차이점은, 매드볼 같은 밴드가 메탈 밴드들과 같은 장면의 일부라고 느끼지 않고 공존하는 것에 만족했던 반면, 헤이트브리드는 메탈 팬들이 듣는 하드코어 밴드가 되기 위해 적극적으로 노력했다는 것이다"라고 언급했다. 당시의 다른 영향력 있는 메탈코어 밴드로는 샤이 훌루드, 자오 그리고 디스엠바디드가 있다.
오렌지군 (캘리포니아주) 메탈코어 밴드 에이틴 비전스는 메탈코어 장면의 일반적인 초남성적인 "군복과 스포츠 의류" 미학을 "스키니 진, 아이라이너 및 오지와 언브로큰의 영향을 받은 헤어스타일"로 대체했다. 이 시각적인 스타일은 이 밴드가 "패션코어"라고 불리게 했다. 익스클레임!의 재스민 화이트-글루즈는 에이틴 비전스가 "인기 있는 하드코어 그룹이라기보다는 보이 밴드처럼 보인다. 비평가들은 밴드가 패션을 음악의 중심에 두었다고 비난하지만, 이는 겉모습보다 훨씬 터프한 사운드를 가진 밴드에 유쾌하고 흥미로운 터치를 더한다"고 썼다. 블리딩 스루, 어벤지드 세븐폴드, 아트레이유를 포함한 오렌지 카운티의 밴드들은 에이틴 비전스의 뒤를 이어 이러한 경향을 이어갔으며, 다음 10년 동안 이모와 신 패션에 영향을 미쳤다.
십년이 끝나갈 무렵, 멜로딕 데스 메탈의 요소를 그들의 사운드에 통합하기 시작한 메탈코어 밴드들의 물결이 나타났다. 이는 멜로딕 메탈코어 장르의 초기 형태를 이루었으며, 섀도스 폴의 Somber Eyes to the Sky (1997), 언다잉의 This Day All Gods Die (1999), 다키스트 아워의 The Prophecy Fulfilled (1999), 언어스의 Above the Fall of Man (1999), 프레이어 포 클렌징의 Rain in Endless Fall (1999)이 이 스타일의 초기 발매작 중 일부이다. CMJ 작가 앤서니 델리아는 플로리다의 포이즌 더 웰과 그들의 첫 두 앨범 The Opposite of December... A Season of Separation (1999)과 Tear from the Red (2002)를 앞으로 올 멜로딕 메탈코어 밴드들의 "템플릿을 설계"한 것으로 평가했다.

### 주류 성공: 2000년대

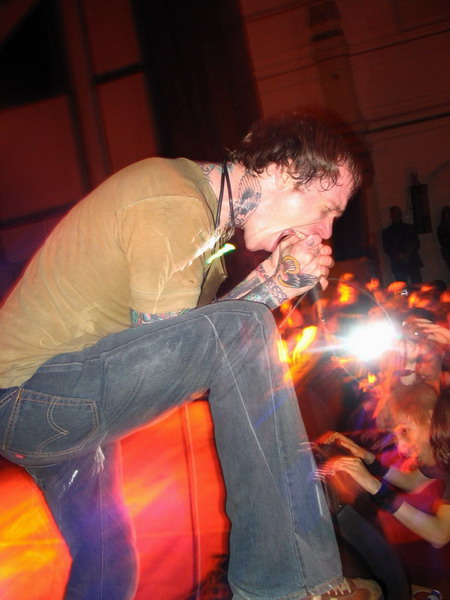
컨버지의 Jane Doe (2001)는 메탈코어에서 가장 비평적으로 찬사를 받은 앨범 중 하나이다.

컨버지의 Jane Doe는 2001년 9월 4일에 발매되어 비평가와 팬들로부터 보편적인 찬사를 받았다. 이 앨범은 노마 진과 미저리 시그널스와 같은 다른 미국 밴드들의 사운드 개발뿐만 아니라 에덴 메인, 조니 트루언트, 비처와 같은 국제 밴드들의 사운드 개발에도 영향을 미쳤다.
올뮤직의 블레이크 버틀러는 컨버지가 이 앨범으로 "메탈릭 하드코어 세계에서 전설로서의 지위를 최종적으로 확정지었다"고 언급하며, "경험 그 자체 – 한 번에 너무 많은 것을 아우르는 백과사전적인 포괄"이라고 불렀다. 테러라이저 매거진은 이 앨범을 2001년 올해의 앨범으로 선정했으며, 노이즈크리프, 스푸트니크뮤직 그리고 데시벨은 이 앨범을 2000년대 최고의 앨범으로 선정했다.
조지아주 더글러스빌의 노마 진과 더 채리엇은 모두 2000년대 메탈코어의 초기 사운드를 이어간 영향력 있는 아티스트였다. 노마 진의 O' God, the Aftermath (2005)는 그래미 어워드 최우수 레코딩 패키지 후보에 올랐고 더 채리엇의 Long Live (2010)는 케랑!의 "역대 미국 메탈코어 앨범 21선" 중 하나로 선정되었다. 이 밴드들의 어두운 장르 접근 방식과 달리, 뉴욕주 버펄로의 에브리 타임 아이 다이는 서던 록 요소와 유머를 통합했으며, 케랑!은 이들을 "현대 메탈코어의 최첨단을 형성했다"고 평가했다.

#### 멜로딕 메탈코어

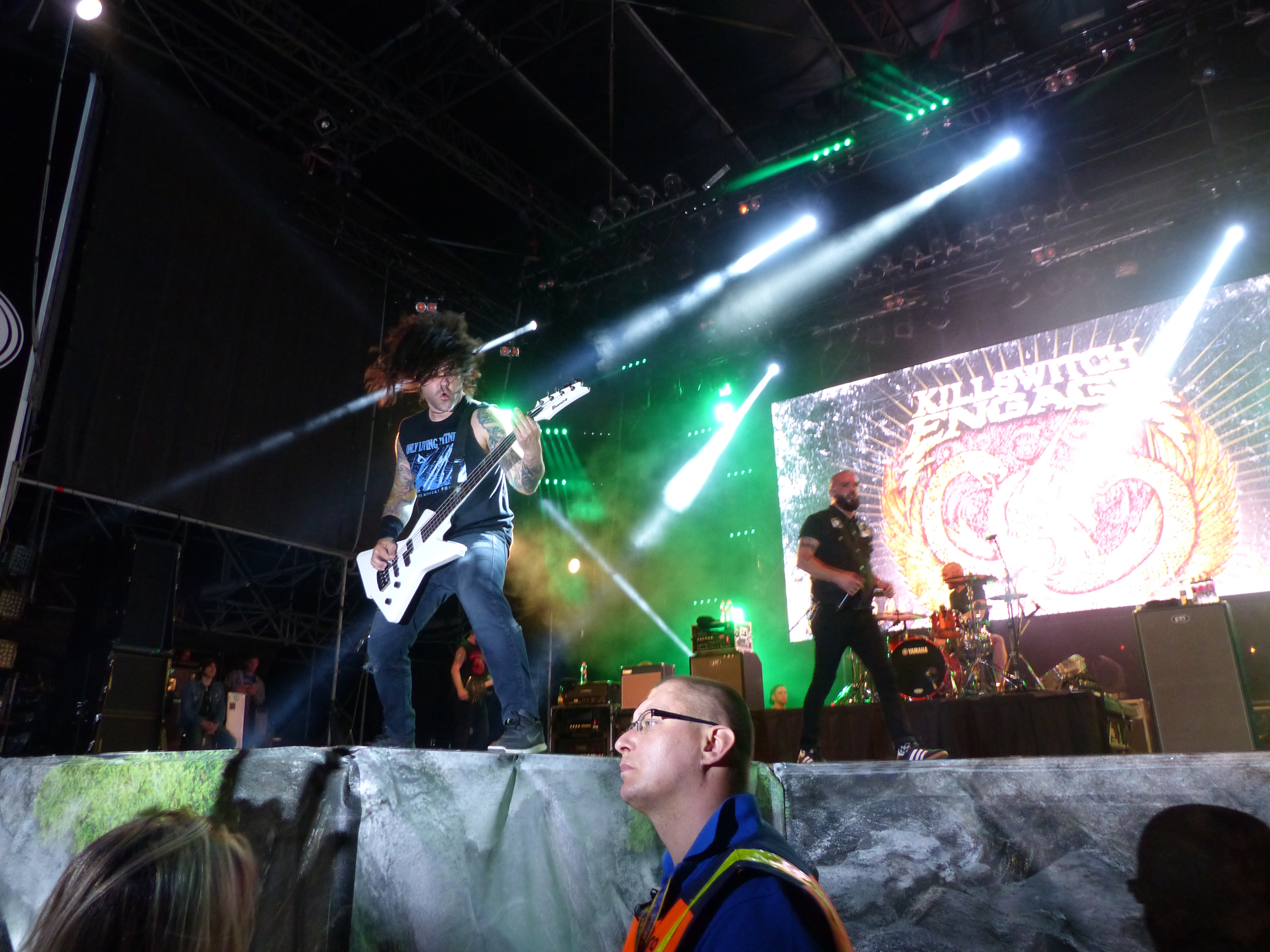
2016년 공연 중인 멜로딕 메탈코어 밴드 킬스위치 인게이지.

2002년, 킬스위치 인게이지의 Alive or Just Breathing은 히트시커스 앨범 차트에서 37위에 올랐다. 2004년, 킬스위치 인게이지의 The End of Heartache, 섀도스 폴의 The War Within, 그리고 아트레이유의 The Curse는 각각 빌보드 200에서 21위, 20위, 36위에 올랐다. 또한, 2006년 아트레이유의 세 번째 스튜디오 앨범 A Death-Grip On Yesterday는 빌보드 200에서 9위에 올랐으며, 2007년 Lead Sails Paper Anchor가 8위에 올랐다. 아트레이유의 2002년 데뷔 앨범 Suicide Notes and Butterfly Kisses는 2004년 7월 3일 기준으로 미국에서 10만 7천 장이 팔렸다. 킬스위치 인게이지의 2004년 앨범 The End of Heartache와 2006년 앨범 As Daylight Dies는 각각 2007년과 2009년에 미국 음반 산업 협회 (RIAA)로부터 골드 인증을 받았다. 킬스위치 인게이지의 2002년 앨범 Alive or Just Breathing은 2004년 7월 3일 기준으로 미국에서 11만 4천 장이 팔렸다. 언어스는 2004년 두 번째 앨범 The Oncoming Storm을 발매하며 헤비 메탈 팬들 사이에서 성공을 거두었으며, 2004년 7월 17일 히트시커스 앨범 차트에서 1위에 올랐다. 같은 날, 이 앨범은 빌보드 200에서 105위에 올랐다. 언어스의 2006년 앨범 III: In the Eyes of Fire는 빌보드 200에서 35위에 올랐다. 이 밴드의 2008년 앨범 The March는 빌보드 200에서 45위에 올랐다. Oncoming Storm, III: In the Eyes of Fire, 그리고 The March는 각각 인디펜던트 앨범 차트에서 6위, 2위, 3위에 올랐다.
어벤지드 세븐폴드의 첫 두 앨범 Sounding the Seventh Trumpet (2001)과 Waking the Fallen (2003)도 모두 메탈코어 앨범이었다. 이 밴드의 2005년 앨범 City of Evil에서는 어벤지드 세븐폴드가 메탈코어에서 벗어나 전통적인 헤비 메탈 사운드로 전환했다. 2005년 6월 15일, 블래버마우스 넷은 닐슨 사운드스캔에 따르면 Waking the Fallen이 미국에서 172,253장 판매되었다고 보도했다. 2009년 7월 17일, Waking the Fallen은 RIAA로부터 골드 인증을 받았다.

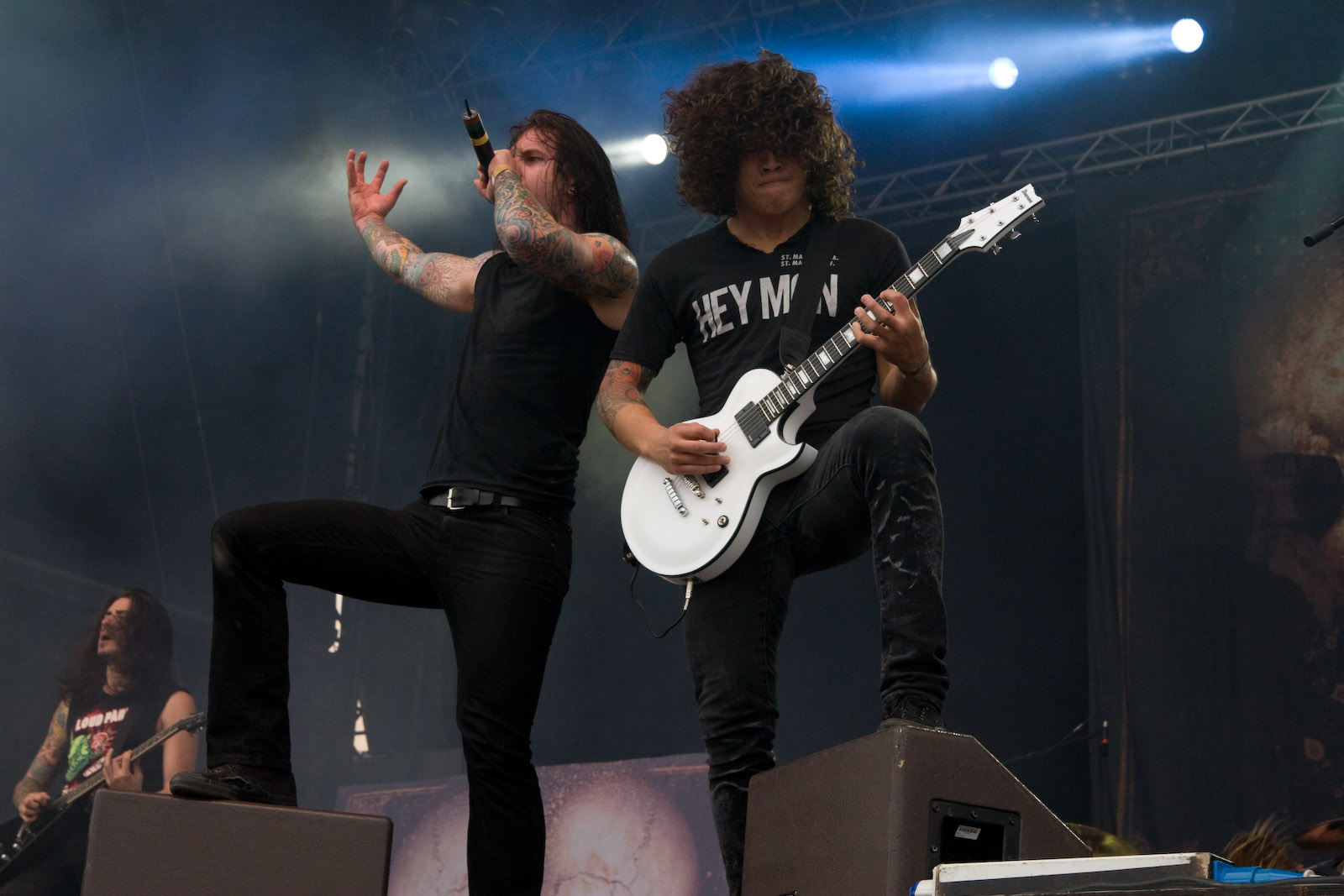
2007년 위드 풀 포스에서 라이브 공연 중인 애즈 아이 레이 다잉.

트리비움 또한 2005년 앨범 Ascendancy가 빌보드 200에서 151위에 오르며 헤비 메탈 팬들 사이에서 성공을 거두었다. 그들의 앨범 The Crusade (2006)와 Shogun (2008)은 빌보드 200에서 각각 25위와 23위에 올랐다. 블리딩 스루의 2006년 앨범 The Truth는 2006년 1월 28일 인디펜던트 앨범 차트에서 1위에 올랐다. 같은 날, 이 앨범은 빌보드 200에서 48위에 올랐다. 메탈코어 밴드 애즈 아이 레이 다잉 또한 헤비 메탈 팬들 사이에서 성공을 거두었다. 이 밴드의 2005년 앨범 Shadows Are Security는 빌보드 200에서 35위에 올랐고 닐슨 사운드스캔에 따르면 263,000장이 팔렸다. 애즈 아이 레이 다잉의 2007년 앨범 An Ocean Between Us는 2007년 빌보드 200에서 8위에 올랐다. 2005년 4월 기준으로, 애즈 아이 레이 다잉의 2003년 앨범 Frail Words Collapse는 미국에서 11만 8천 장이 팔렸다. 올 댓 리메인스는 2006년 앨범 The Fall of Ideals로 성공을 거두었으며, 2008년 10월 1일 기준으로 미국에서 17만 5천 장이 팔렸다. 올 댓 리메인스의 2008년 앨범 Overcome은 빌보드 200에서 16위에 올랐다. Overcome의 곡 "Two Weeks"는 2009년 5월 16일 메인스트림 록 송 차트에서 9위에 올랐다. 불릿 포 마이 밸런타인의 데뷔 앨범 The Poison은 2005년 10월 유럽에서 발매되었고, 2006년 2월 미국에서 발매되었다. 2006년 7월 26일, 블래버마우스 넷은 The Poison이 미국에서 7만 2천 장이 팔렸다고 보도했다. 2007년 10월 27일, 블래버마우스 넷은 The Poison이 미국에서 33만 6천 장이 팔렸다고 보도했다. 2010년 4월 3일, 빌보드는 The Poison이 미국에서 57만 3천 장이 팔렸다고 보도했다. The Poison은 2009년 1월 30일 RIAA로부터 골드 인증을 받았다. 불릿 포 마이 밸런타인의 2008년 두 번째 앨범 Scream Aim Fire는 빌보드 200에서 4위에 올랐고 미국에서 36만 장이 팔렸다. 불릿 포 마이 밸런타인의 2010년 앨범 Fever는 빌보드 200에서 3위에 올랐으며, 발매 첫 주에 미국에서 7만 1천 장이 팔렸다. Fever의 곡 "Your Betrayal"은 버블링 언더 핫 100 차트에서 25위에 올랐다.

#### 다양화

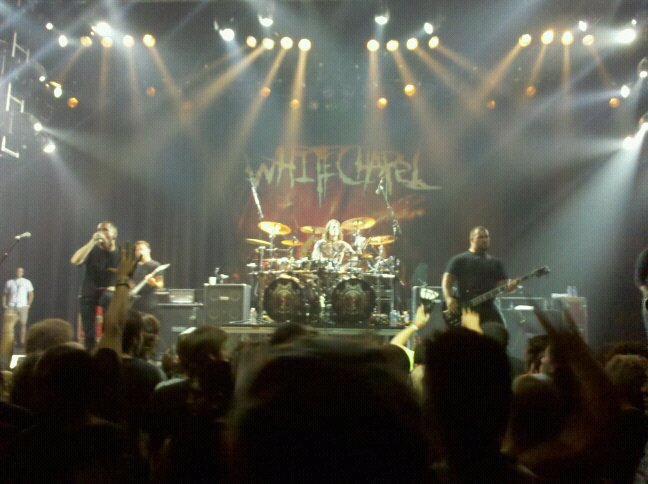
2011년 서머 슬러터 투어의 화이트채플.

십년이 지나면서 메탈코어는 2003년에 출시된 소셜 미디어 마이스페이스와 그 플랫폼에서 두드러진 신 서브컬처와 점점 더 밀접하게 관련되었다. 마이스페이스를 통한 마케팅은 브링 미 더 호라이즌, 어택 어택!, 블랙 베일 브라이즈, 불릿 포 마이 밸런타인, 잡 포 어 카우보이, 수이사이드 사일런스를 포함한 그 시대의 가장 유명한 밴드들의 경력을 시작시켰다. 이들 그룹의 사운드 스타일적 차이에도 불구하고 "마이스페이스 코어"와 "신 코어"라는 용어에 포함되었다. 많은 그룹들이 워프드 투어에서 주역이 되었고, 피어리스 레코드의 Punk Goes... 커버 시리즈에 참여했다.
데스코어는 메탈코어와 데스 메탈의 퓨전이다. 데스코어는 브레이크다운, 블래스트 비트, 데스 메탈 리프로 정의된다. 밴드는 또한 기타 솔로와 메탈코어의 영향을 받은 리프까지 포함할 수 있다. 뉴욕 기반의 데스 메탈 그룹 서포케이션은 데스코어의 출현에 주요 영향을 미친 밴드 중 하나로 꼽힌다. 엠바디먼트 앨범 "Embrace The Eternal"은 현대 데스코어 사운드의 기반이다. 데스코어 밴드의 몇 가지 예로는 수이사이드 사일런스, 화이트채플, 나이츠 오브 더 어비스, 카니펙스 그리고 첼시 그린이 있다.
2006년과 2007년, 데스 메탈에 강한 영향을 받은 메탈코어 밴드들의 물결이 "데스코어"라는 이름으로 적당한 인기를 얻었다. 이 장르를 주도한 주목할 만한 밴드로는 브링 미 더 호라이즌과 수이사이드 사일런스가 있다. 수이사이드 사일런스의 No Time to Bleed는 빌보드 200에서 32위, 록 앨범 차트에서 12위, 하드 록 앨범 차트에서 6위를 기록했고, 그들의 앨범 The Black Crown은 빌보드 200에서 28위, 록 앨범 차트에서 7위, 하드 록 앨범 차트에서 3위를 기록했다. 발매 후, 화이트채플의 앨범 This Is Exile은 5,900장이 팔리며 빌보드 200 차트에 118위로 진입했다. 그들의 자체 타이틀 앨범은 캐나다 앨범 차트에서 65위에 올랐고, 또한 빌보드 200에서 47위에 올랐다. 그들의 세 번째 앨범 A New Era of Corruption은 발매 첫 주에 미국에서 약 10,600장이 팔렸고 빌보드 200 차트에서 43위에 올랐다. 또한, 브링 미 더 호라이즌은 2006년 데뷔 앨범 Count Your Blessings를 발매한 후 2006년 케랑! 어워드에서 최우수 영국 신인상을 수상했다. 그러나 브링 미 더 호라이즌은 이 앨범 발매 후 데스코어 장르를 포기했다. 샌디에이고 출신인 카니펙스는 홍보가 거의 없이 데뷔 앨범 Dead in My Arms가 5천 장이 팔리며 성공을 거두었다. 끊임없는 투어와 체계적인 작곡 덕분에 카니펙스는 빠르게 빅토리 레코드와 계약을 맺었다. 마지막으로, 호주 데스코어 밴드 타이 아트 이즈 머더는 그들의 앨범 Hate (2012)로 ARIA 차트에서 35위에 데뷔하며 이 차트 톱 40에 진입한 최초의 익스트림 메탈 밴드가 되었다.

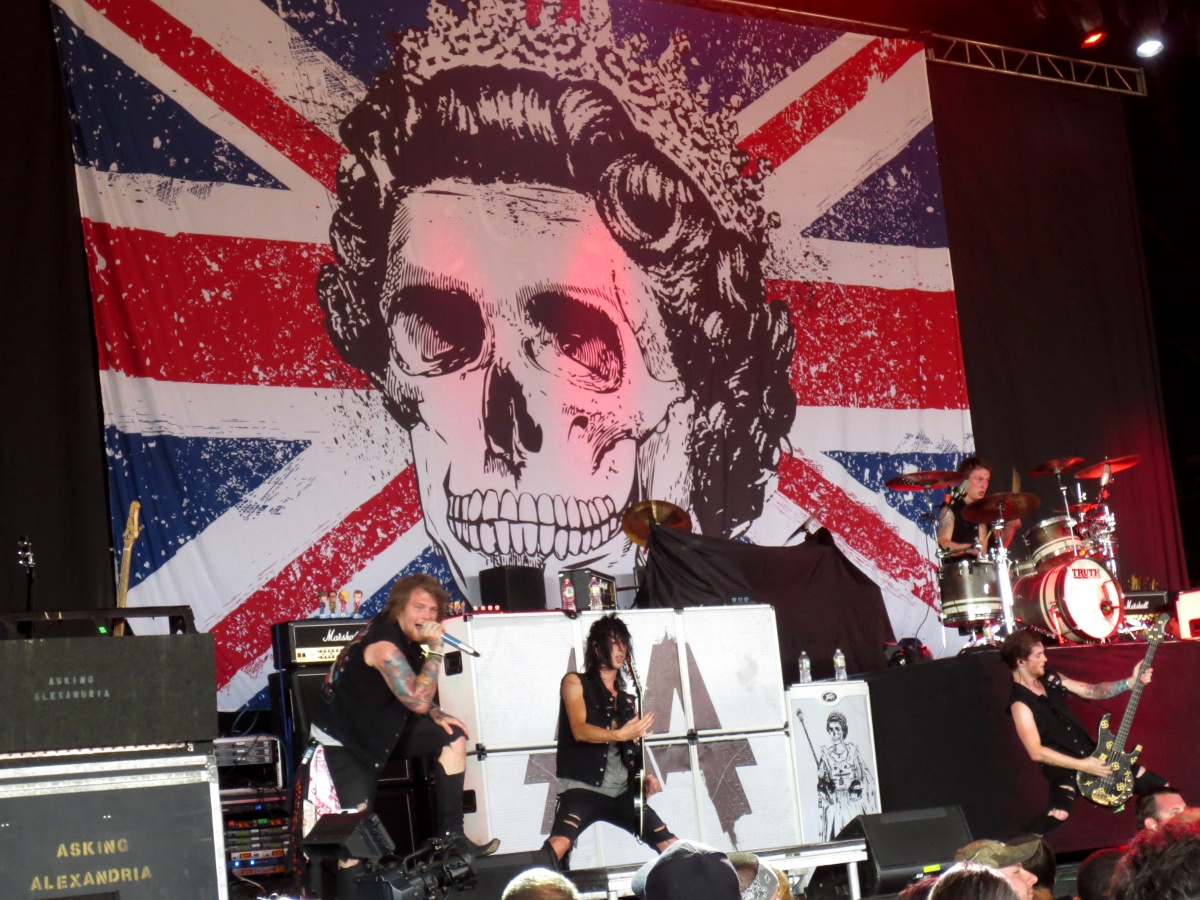
2012년 메이헴 페스티벌의 애스킹 알렉산드리아.

일렉트로닉코어의 메탈코어와 다양한 전자 음악 스타일의 융합은 2000년대에 등장했다. 이 사운드에 가장 초기에 기여한 밴드 중 하나는 세인트올번스 밴드 엔터 시카리였다. 그들의 데뷔 앨범 Take to the Skies는 영국 음반 차트에서 1위에 오르며 첫 주에 28,000장이 팔렸고, 100,000장 이상 판매된 후 영국에서 골드 인증을 받았다. 또한 이 앨범은 전통적인 레이블 시스템 밖에서 활동하는 신인 아티스트에게 상당한 차트 성공을 가져다준 최초의 앨범이었다. 이 그룹은 국제적인 라디오 에어플레이와 케랑!, NME, 록 사운드, BT 디지털 뮤직 어워즈로부터 상당한 수의 음악 상을 수상했다. 그들의 두 번째 앨범 Common Dreads는 2009년 6월에 발매되어 영국 음반 차트에서 16위에 데뷔했다. 오하이오주 컬럼버스의 어택 어택!은 엔터 시카리의 영향을 받은 사운드로 상당한 악명을 얻었다. 이 밴드의 Someday Came Suddenly (2008)의 리드 싱글인 "Stick Stickly"는 오토튠과 신시사이저 사용으로 온라인에서 바이럴되었으며, 뮤직 비디오에서 멤버들의 쭈그리고 앉는 "크랩 워크" 자세는 크랩코어 밈을 낳았다. 미시간주 워런의 밴드 아이 시 스타스의 데뷔 앨범 3-D는 빌보드 200에서 176위, 톱 히트시커스에서 5위, 톱 인디펜던트 앨범에서 22위에 데뷔했다. 더 데블 웨어스 프라다의 2011년 앨범 Dead Throne (첫 주에 32,400장 판매)은 빌보드 200 차트에서 10위에 도달했다. 애스킹 알렉산드리아 또한 성공을 거두었으며, 2009년 곡 "Final Episode (Let's Change the Channel)"은 RIAA로부터 골드 인증을 받았다. 이 밴드의 2011년 앨범 Reckless & Relentless는 빌보드 200에서 9위에 올랐다.
2000년대 후반, 샤이 훌루드와 미저리 시그널스와 같은 밴드들의 메탈코어 스타일과 킬링 더 드림과 같은 전통적인 하드코어 및 멜로딕 하드코어 그룹의 영향을 교배시키면서 새로운 그룹들이 주목을 받기 시작했다. 이 물결은 종종 진지하고 엄숙한 가사를 사용했으며, 일반적인 스크림 외에도 때때로 클린 보컬을 사용했다. 스터프 유 윌 헤이트, 얼터너티브 프레스, 익스클레임!의 브래들리 조그드래거와 같은 음악 평론가들은 이 스타일을 "시리어스 하드코어" 또는 "srscore"라고 불렀다. 이 물결의 그룹으로는 헌드레드, 더 고스트 인사이드, 카운터파트 그리고 스틱 투 유어 건즈가 있다.

### 계속되는 성공: 2010년대 – 현재

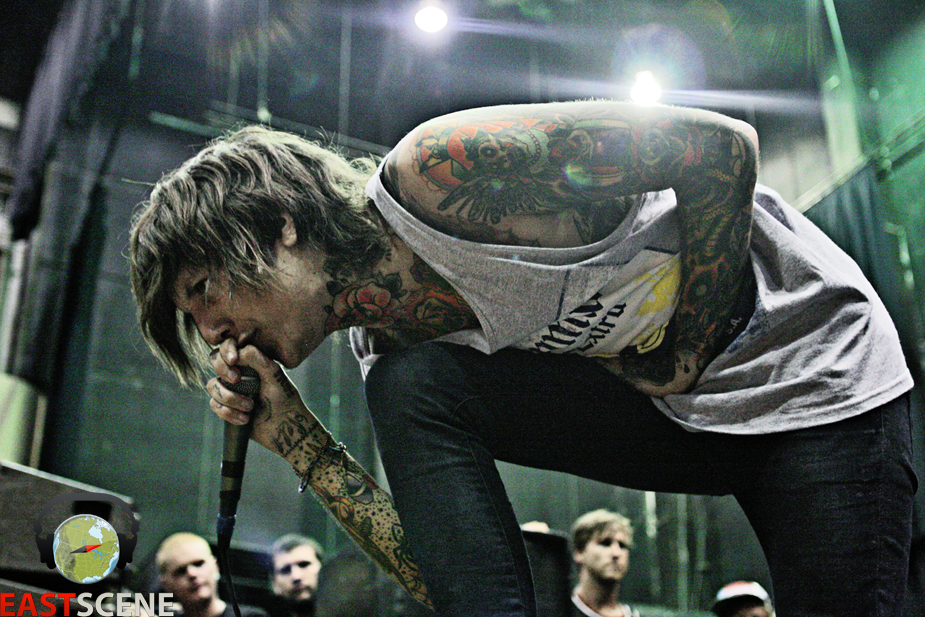
브링 미 더 호라이즌의 2013년 앨범 Sempiternal은 2010년대 메탈코어에 큰 영향을 미쳤다.

아키텍츠와 브링 미 더 호라이즌은 2000년대 후반과 2010년대 초반 영국의 메탈코어 장면을 이끌었다. 아키텍츠는 Nightmares (2006)에서 매스 코어 밴드로 시작했으나, Ruin (2007) 발매를 기점으로 메탈코어로 전향했다. 히스테리아 매거진은 밴드의 오랜 보컬리스트 샘 카터를 메탈코어에서 고음 스크리밍 보컬을 부활시키고 "폴라리스, 인 하츠 웨이크, 보이드 오브 비전, 인벤트 애니메이트, 이민스 등 수많은 밴드들에게 영향을 미쳤다"고 평가했으며, "blegh" 애드리브를 대중화하여 이후 장르에서 흔히 사용되게 만들었다. 브링 미 더 호라이즌의 세 번째 앨범 There Is a Hell Believe Me I've Seen It. There Is a Heaven Let's Keep It a Secret. (2010)는 밴드가 자신들의 메탈코어 스타일에 일렉트로니카, 클래식 음악, 팝 음악을 통합하는 것을 보여주었으며, 이는 Sempiternal (2013)에서 더욱 이어져 누 메탈 요소도 포용했다. 후자는 영국 음반 차트에서 3위에 올랐고, RCA 레코드를 통해 메이저 레이블에서 영국 메탈코어 밴드의 초기 발매작 중 하나였다. 이후 많은 메탈코어 밴드들이 이 앨범들의 사운드를 모방하기 시작했다. 밴드의 엄청난 주류 성공은 가디언과 인디펜던트와 같은 출판물들이 그들을 "새로운 메탈리카"로 인정하게 만들었고, 메탈 해머 작가 스티븐 힐은 Sempiternal을 "이 세대의 확실한 메탈 앨범"이라고 불렀다.
Sempiternal과 수이사이드 사일런스의 The Black Crown (2012)에 나타난 누 메탈 요소는 2010년대 중반 누 메탈의 영향을 받은 밴드들의 물결을 이끌었다. 마이 티켓 홈의 Strangers Only (2013)는 이 물결의 주목할 만한 선례였으며, 이전에 설립된 메탈코어 밴드가 그들의 스타일을 어둡고 누 메탈의 영향을 통합하여 다가오는 누 메탈코어 사운드를 확립하는 데 도움이 되었다. 이슈스의 누 메탈, 메탈코어, 컨템퍼러리 알앤비 융합은 그들에게 상당한 상업적 성공을 가져다주었고, 여러 출판물들은 그들을 누 메탈의 새로운 물결을 이끌었다고 평가했다. 그들의 데뷔 앨범 Issues (2014)는 빌보드 200 차트에서 9위에 올랐고 그들의 두 번째 앨범 Headspace (2016)는 톱 얼터너티브 앨범 차트에서 1위에 도달했다.
또한, 브링 미 더 호라이즌의 다섯 번째 앨범 That's the Spirit (2015)는 밴드가 누 메탈을 완전히 수용하는 모습을 보여주었으며, 이는 영국과 미국에서 모두 2위에 올랐다. 다음 해에는 엠뮤어, 오브 마이스 앤 맨, 스원 인, 데인저키즈 모두 이 장르를 받아들였고, 2016년에는 누 메탈코어가 하나의 운동으로 확고히 자리 잡았다.

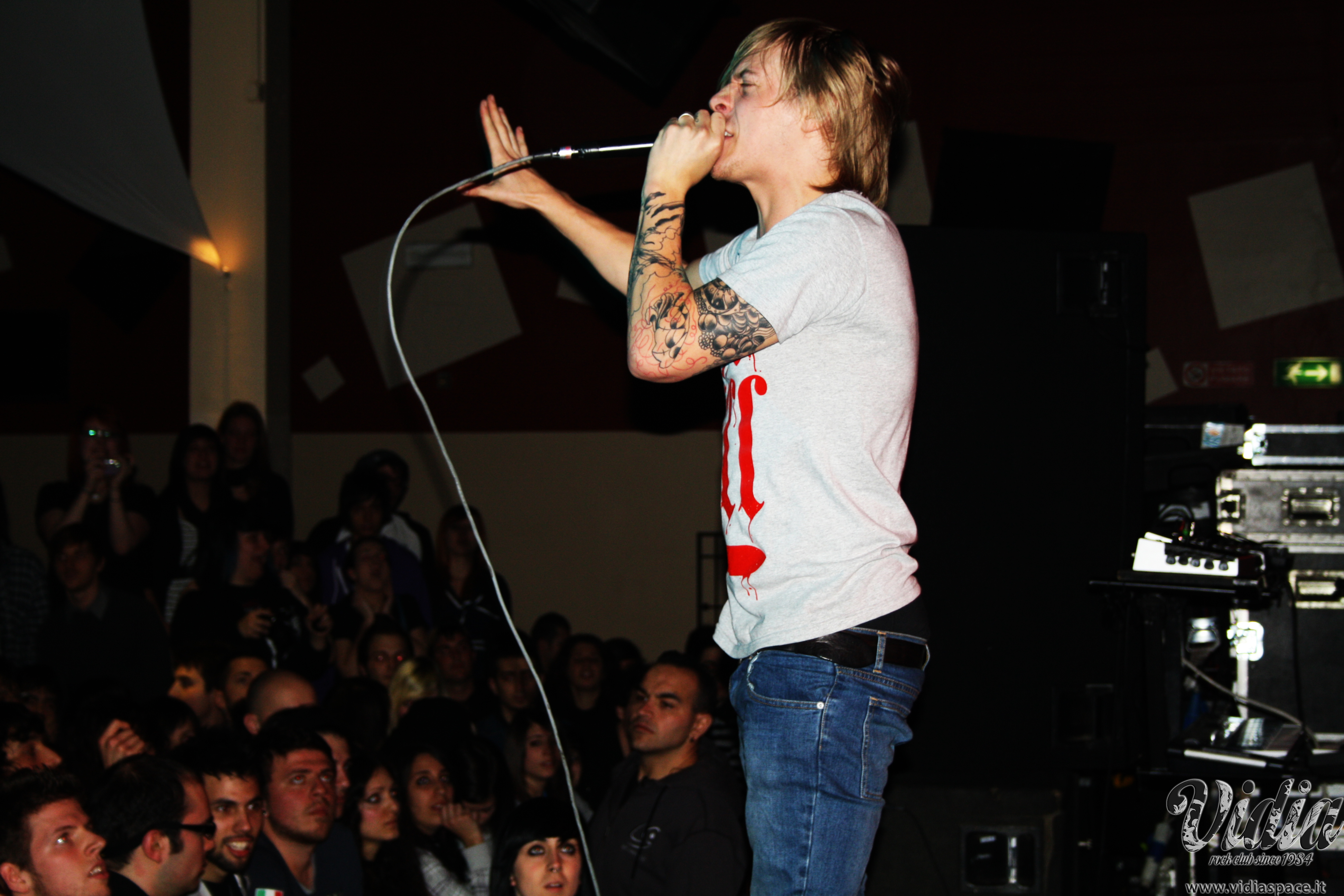
아키텍츠는 2010년대 가장 두드러진 메탈코어 밴드 중 하나였다.

아키텍츠의 All Our Gods Have Abandoned Us (2016)는 비평가들의 찬사를 받으며 발매되었고, 메탈 해머 작가 스티븐 힐은 이 앨범을 "상상할 수 있는 완벽한 메탈 음반에 가장 가깝다"고 불렀다. 다음 해, 그들은 밴드의 창립 기타리스트 톰 설의 사망 이후 첫 발매작인 싱글 "Doomsday"를 발표했다. 이 싱글 발매 이후 몇 년 동안, 이 곡의 사운드는 메탈코어 장면에서 널리 모방되었고, 특히 곡의 도입부 기타 리프는 더욱 그러했다.
십년이 끝나갈 무렵, 1990년대 밴드들의 메탈릭 하드코어 사운드를 되살린 새로운 물결의 밴드들이 장르에서 등장했다. 베인.fm, 코드 오렌지, 넉드 루즈, 베리얼스, 지저스 피스, 카운터파트, 쿠빌라이 칸은 모두 당시 장르에서 상당한 성공을 거둔 주목할 만한 그룹이었다. 코드 오렌지는 2017년 로드러너 레코드 데뷔 앨범 Forever로 비평가들의 찬사와 성공을 거두었다. Forever의 타이틀 곡은 2018년 그래미 어워드 최우수 메탈 퍼포먼스 부문 후보에도 올랐다. 이 앨범 또한 누 메탈의 영향을 받아들였고, 팝매터스 작가 이든 스튜어트에 따르면 누 메탈코어가 "현대 메탈의 가장 두드러진 맛 중 하나"가 되게 했다. 넉드 루즈는 그들의 앨범 Laugh Tracks (2016)에 수록된 곡 "Counting Worms"가 "arf arf" 모시 콜 때문에 밈이 되면서 상당한 주목을 받았다. 이 밴드의 2019년 두 번째 앨범 A Different Shade of Blue 또한 비평가들과 상업적으로 성공을 거두었다.
누 메탈코어는 2020년대에도 테트라크와 탈라가 주목을 받으며 그 명성을 유지했다. 로스의 두 번째 앨범 I Let It In and It Took Everything (2020)은 비평가들의 찬사를 받았으며, 누 메탈, 슈게이징, 이모, 포스트 록, 프로그레시브 메탈, 인더스트리얼 음악 요소를 통합하여 메탈코어의 범위를 확장했다는 점이 꾸준히 칭찬받았다. 이 밴드의 Fender Bass VI 기타 사용은 앨범 발매 후 표준 튜닝 기타보다 한 옥타브 낮은 튜닝으로 인해 널리 인기를 얻었다. 출판물들은 스피릿박스를 유사하게 평가했으며, 메탈 해머는 그들을 "포스트-메탈코어"이자 "장르-유동적"이라고 불렀다. 이 밴드의 2020년 싱글 "Holy Roller"는 빌보드 메인스트림 록 차트 톱 40에 진입했으며, 그들의 데뷔 앨범 Eternal Blue는 라우드와이어에 의해 그 해 최고의 록 또는 메탈 앨범으로 선정되었고 메탈 해머에 의해 최고의 메탈코어 앨범으로 선정되었다.
같은 시기에, 2000년대 중후반 그룹들의 사운드를 부활시킨 여러 밴드들이 장면에서 두각을 나타냈는데, 스태틱 드레스, 시유스페이스카우보이, 이프 아이 다이 퍼스트, 크레이지 에이티에이티가 그 중심에 있었다. 이 움직임은 하드코어 장면과 2010년대 후반 이모 랩 장면이 얻은 주류 성공에서 비롯되었다.
2015년에 결성된 배드 오멘스의 세 번째 앨범 The Death of Peace of Mind (2022)는 앨범의 두 번째 싱글 "Just Pretend"가 틱톡에서 바이럴 성공을 거두며 상업적인 돌파구를 마련했다. 이 곡은 이후 빌보드 메인스트림 록 차트 정상에 올랐다. 2023년 3월까지 이 앨범은 스포티파이에서 2천만 스트리밍을 기록하며, 메탈 해머는 이들을 "세대 최고의 메탈코어 밴드"라고 불렀다. 브링 미 더 호라이즌의 Post Human: Survival Horror (2020)와 아키텍츠의 For Those That Wish to Exist (2021)는 모두 영국 앨범 차트 1위에 올랐다.

## 평가 및 유산
2000년대 초반, 메탈코어 밴드들은 "점점 더 세심해진 이미지, 세련된 프로덕션, 그리고 점점 더 주류 청중에게 어필하는 것으로 간주되는 점" 때문에 비판을 받았다.
여러 메탈코어 밴드들이 비평적 찬사와 컬트적 지위를 얻었음에도 불구하고, 일부 언론인들은 이 장르의 여러 밴드들이 상업적 성공을 거두거나 세련된 프로덕션의 앨범을 발매한 후 메탈코어라는 딱지가 "나쁜 평판"을 얻었다고 지적했다. 브루클린 비건의 앤드루 사커는 "주류의 급증이 한동안 '메탈코어'라는 단어를 더럽혔다"고 믿는다고 언급했다. 메탈코어로 분류된 여러 밴드와 음악가들은 이 용어를 완전히 거부했으며, 이 용어를 받아들이는 일부조차도 상업주의와 트렌드의 영향으로 이 스타일이 "변질되었다"고 주장한다.
메탈코어는 일부 전통적인 헤비 메탈과 하드코어 서클에서 보편적으로 받아들여지지 않는다. 메탈코어가 헤비 메탈의 진정한 하위 장르인지에 대한 논쟁과 의견 불일치가 있었고, 일부 헤비 메탈 커뮤니티에서는 이를 "진정한" 메탈 형태로 인정하지 않는다. 전통적인 메탈헤드들은 이를 "진정한" 메탈의 비진정한 모방이자 "메탈의 스타일 코드에 대한 희석된 오해"로 간주하는 경향이 있다.
비평가들과 언론인들은 현대 메탈코어 앨범에서 발라드의 존재감이 증가했음을 관찰하며, 이 장르에서 "펑크 록 정신은 오래전에 사라졌다"고 주장했다. 메탈 해머의 스티븐 힐은 킬스위치 인게이지가 "메탈코어의 메탈리카와 비슷해져 다른 밴드들이 쇠퇴하는 동안 지속적인 성공을 누렸지만, 하워드 존스가 제시 리치로부터 마이크를 넘겨받으면서 새 앨범마다 더욱 하드 록과 발라드 중심이 되었다"고 평가했다. 언론인들은 또한 많은 후기 메탈코어 밴드들이 하드코어 펑크의 직접적인 영향을 완전히 배제하는 것을 관찰했다. 힐은 또한 "킬스위치 사운드는 너무나 즉시 알아볼 수 있어서 많은 신참들이 거리낌 없이 모방했으며, 이전에는 혁신적이고 다양한 밴드들로 가득한 언더그라운드 장면이었던 곳에 이제는 공식이 생겨났다"고 평가했다. 또한, 올 댓 리메인스, 애스킹 알렉산드리아, 오브 마이스 앤 맨, 브링 미 더 호라이즌과 같이 상업적으로 성공한 이 장르의 많은 밴드들은 결국 자신들의 메탈코어 뿌리를 완전히 버리고, "더욱 록 및 팝 지향적인 라디오 친화적인" 접근 방식을 선택했다. 메탈 해머의 스티븐 힐은 다음과 같이 설명했다: "밖에서 보는 사람들에게 메탈코어는 죽은 장르였고, 글램과 누 메탈과 함께 '우리가 무슨 생각을 하고 있었던 거지?' 하는 대안 문화의 유행에 지나지 않았다."
장르의 발전에 환멸을 표현한 일부 실천가들은 마티르 A.D.와 포이즌 더 웰과 같은 밴드들을 "진정한 메탈코어가 무엇인지"를 대표하는 것으로 구별하고 정의하려고 시도했다. 메탈 해머의 스티븐 힐은 아틸라와 블레스더폴과 같은 후기 메탈코어 밴드들이 "두 반문화의 융합보다는 에어브러시된, 냉소적인 보이 밴드와 더 많은 공통점을 가진다"고 시사했다.